# Cass Lake
Cass Lake – miasto w Stanach Zjednoczonych, w stanie Minnesota, w hrabstwie Cass.